# دبیرستان ایرانشهر کرمان

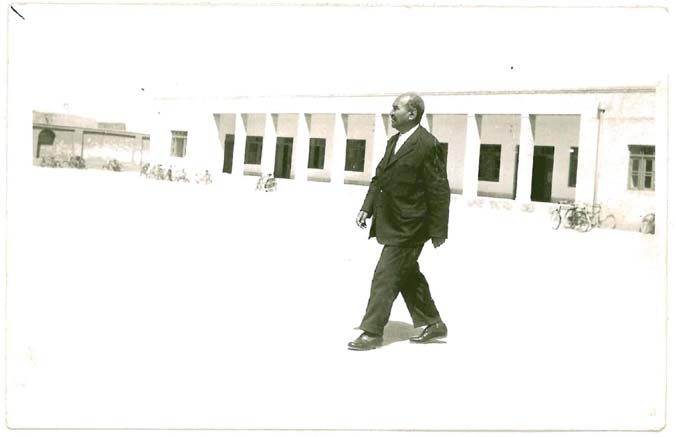
دبیرستان پسرانه ایرانشهر کرمان. میرزا برزو آمیغی مدیر دهه ۱۳۲۰ آن در میانه دبیرستان در حال راه رفتن است.

دبیرستان ایرانشهر کرمان در سال ۱۲۸١ شمسی در شهر کرمان و در زمین اهدایی ارباب گشتاسب دینیار به مساحت دوازده هزار متر مربع با زیربنایی به مساحت ۲۹۰۰ متر مربع تأسیس شد و سپس با کمک‌های مردمی خیراندیشان کرمانی به مکان دیگری انتقال یافت.
مدیریت این دبیرستان پسرانه مدت‌های مدید بر عهده میرزا برزو آمیغی بود. فارغ‌التحصیلان زیادی چه زرتشتی و چه مسلمان از این دبیرستان بعداً به جمع مفاخر فرهنگی و علمی پیوستند.